# Bauke Mollema
Bauke Mollema (* 26. listopadu 1986) je nizozemský profesionální silniční cyklista jezdící za UCI WorldTeam Trek–Segafredo.

## Život
Narodil se v Nizozemsku ve městě Groningenu, kde také vyrůstal. V Groningenu také vystudoval střední školu. Na stejnou školu chodil také známý fotbalista Arjen Robben. Nejprve se věnoval fotbalu, tenisu, běhu a chvíli i hokeji. K cyklistice ho přivedli jeho prarodiče, kteří se věnovali výrobě kol. Ve svých osmnácti letech se přihlásil do nizozemského týmu NWVG.

## Kariéra

### Začátky
V roce 2004 byl přijat do týmu NWVG. Zde začala jeho cyklistická kariéra. Po roce s dočkal svého prvního závodu, Zuid-Holland, kde ale skončil bez úspěchu. V druhém závodě Köln-Schuld-Frechen se udržel s pelotonem až do cíle. Prvního úspěchu se dočkal v etapovém závodě Tryptique Ardennais, kde získal 25. místo. Na své první vítězství dosáhl v belgické městě Vodelée. Od 1. srpna 2006 odešel na zkoušku do týmu toho Team Löwik Meubelen. Španělské město León se stalo symbolem jeho vzestupu kariéry. Po vítězství se sešel s manažerem týmu Rabobank Nico Verhoevenem a stal se tak členem tohoto ProTour týmu. Ze začátku ale jezdil pouze za jeho kontinentální tým.
Rabobank
V roce 2007 poprvé nastoupil v dresu Rabobanku. I nadále ukazoval svůj talent v kopcích. Celkově vyhrál Circuito Montañés a závod specializovaný na mladé jezdce Tour de l'Avenir. Do ProTour týmu Rabobank se dostal v roce 2008. Prosazoval se i mezi elitou. Byl šestý celkově na Vuelta a Castilla y León a sedmá na Deutschland Tour. Úpadek formy přišel v roce 2009, kdy ho po špatně odjetých jarních klasikách postihla infekční mononukleóza. Na kolo se vrátil až v roce 2010, kdy absolvoval svou první GrandTour. Tou bylo Giro d'Italia, kde obsadil 12. místo. Na závodě Kolem Polska vyhrál 6. etapu a bylo to tak jeho první vítězství mezi elitou. Dobré období se protáhli i do roku 2011. Dojel na 4. místě na Vuelta a España a získal zelený trikot. V dalším roce se stabilně umísťoval v první desítce na jarních klasikách. V roce 2013 skončil šestý na Tour de France a druhý na závodě Okolo Švýcarska, kde vyhrál i druhou etapu. Letos se zúčastní i světového šampionátu v silniční cyklistice ve Florencii.
Trek Factory Racing
V roce 2014 podepsal dvouletou smlouvu s týmem Trek Factory Racing.

## Úspěchy
2006
vítěz 2. etapy Vuelta Ciclista a León
2007
celkové vítězství Tour de l'Avenir
celkové vítězství Circuito Montañés
vítěz 6. etapy
2008
6. celkově Vuelta a Castilla y León
7. celkově Deutschland Tour
2010
3. celkově Kolem Polska
vítěz 6. etapy
5. celkově Vuelta a Andalucía
8. místoGiro del Piemonte
2011
2. celkově Vuelta a Castilla y León
vítěz kombinované klasifikace
2. místo Giro dell'Emilia
4. celkově Vuelta a España
vítěz bodovací klasifikace
držel červený trikot v 9. etapě 
držel bílý trikot v 9-12. etapě 
5. celkově Tour de Suisse
9. celkově Paříž–Nice
10. celkově Volta a Catalunya
2012
3. celkově Tour of the Basque Country
5. místo Clásica de San Sebastián
6. místo Lutych-Bastogne-Lutych
7. místo Giro di Lombardia
2013
vítěz 17. etapy Vuelta a España
2. celkově Tour de Suisse
vítěz 2. etapy
2. místo Vuelta a Murcia
3. celkově Vuelta a Andalucía
4. celkově Critérium International
4. celkově Glava Tour of Norway
6. celkově Tour de France
6. celkově Tour Méditerranéen
9. místo La Flèche Wallonne
9. místo Clásica de San Sebastián
10. místo Amstel Gold Race
2014
2. místo Clásica Ciclista San Sebastián
3. celkově Tour de Suisse
10. celkově Tour de France
3. celkově Uno-X Tour of Norway
4. místo La Flèche Wallonne
7. místo Amstel Gold Race

## Celkové pořadí naGrand Tour
| Závod Grand Tour | 2010 | 2011 | 2012 | 2013 | 2014 | 2015 | 2016 | 2017 | 2018 | 2019 | 2020   | 2021 |
| ---------------- | ---- | ---- | ---- | ---- | ---- | ---- | ---- | ---- | ---- | ---- | ------ | ---- |
| Giro d'Italia    | 12   | -    | -    | -    | -    | -    | -    | -    | -    | -    | -      | -    |
| Tour de France   | -    | 69   | WD   | 6    | 10   | 7    | 11   | 17   | 26   | 28   | DNF-13 | xx   |
| Vuelta a España  | -    | 4    | 28   | 52   | -    | -    | -    | -    | -    | -    | -      | -    |